# Durna (hegy, Ukrajna)
A Durna (ukránul: Дурня, Durnya) hegy a Kárpátokban. 1705 méteres magasságával az Északkeleti-Kárpátokhoz tartozó Máramarosi-Verhovina (vagy Belső-Gorgánok) egyik legmagasabb csúcsa. A Barátka-gerincén tőle északnyugatra emelkedik a Pántor (1213 m), keletre pedig a Godros (1758 m), a legmagasabb Barátka (1788 m) és Fekete-ág (1719 m). Ukrajnában, az Kárpátalja és az Ivano-frankivszki terület határán található.

## Történelem
A vízválasztó gerinc, melyen a hegy található, a történelmi Magyar Királyság határát is hordozta.